# Shadowland (banda)
Shadowland fue una banda de rock progresivo inglesa de la década de 1990. El estilo del grupo tendía hacia la variante más pop del rock progresivo. Fue formada por el teclista y vocalista Clive Nolan, el guitarrista Karl Groom, el batería Nick Harradence y el bajista Ian Salmon. Editaron tres discos entre 1992 y 1996. Cuando Shadowland decidió separarse, Clive Nolan se unió a la banda Arena. Nolan había sido anteriormente el teclista de Pendragon.

## Discografía
- Ring of Roses (1992) (reeditado en 1997)
- Through the Looking Glass (1994) (reeditado en 1997)
- Mad as a Hatter (1996)

- Datos: Q518445